# Chiesa di San Giusto a Fortuna
La chiesa di San Giusto a Fortuna si trova nel comune di Scarperia e San Piero, sulla sinistra del fiume Sieve, alla base della fortezza Medicea di San Martino. 
Nel 1370 era guidata da un monaco vallombrosano e sottoposta al giuspatronato dei Vescovi; essa fu unita a Santo Stefano a Coldaia nel 1385 da Monsignor Acciaioli.
Questa chiesa conservava una terracotta invetriata attribuita ad Antonio Rossellino, la  Vergine col Bambino che fu portata al Museo nazionale di Firenze.
Il territorio di Fortuna apparteneva ai vescovi fiorentini. Nei pressi si trova una Villa della famiglia Pitti di Firenze e per questo alcuni storici ritengono che siano originari della zona.